# Oso Demonio
El Oso Demonio es un personaje ficticio que aparece en los cómics estadounidenses publicados por Marvel Comics. El personaje ha aparecido en el cómic de la serie The New Mutants y X-Force.
El Oso Demonio apareció como el principal antagonista en la película de 2020 The New Mutants.

## Historial de publicaciones
Chris Claremont se burló por primera vez del concepto del Oso Demonio en New Mutants Vol. 1 # 3, pero no apareció por completo hasta el número 18. El villano apareció una vez más en X-Force Vol. 3 # 8. La última aparición del Oso Demonio fue en Uncanny X-Force Vol. 2 # 15 cuando Psylocke domestica a la bestia.

## Biografía ficticia
Un villano desconocido creó al Oso Demonio al mutar demoníacamente a William y Peg Lonestar. El Oso Demonio perseguía los sueños de su hija Danielle Moonstar, alegando que había matado a sus padres y que eventualmente vendría y la mataría.
Cada vez más preocupada por sus sueños del Oso Demonio, Moonstar (entonces llamada Mirage) corrió varios escenarios de la Sala de Peligro contra osos, y luego enfrentó al demonio sola; él la mutó y dañó gravemente su columna. Los Nuevos Mutantes la llevaron rápidamente al Centro Médico Mid-County. El Oso Demonio se infiltró en el hospital, transportó al equipo a Badlands y convirtió a la enfermera Sharon Friedlander y al oficial Tom Corsi en demoníacos guerreros nativos americanos bajo su control. Más tarde volvieron a ser humanos normales, pero aún mantuvieron la apariencia de los nativos americanos. Aquí los Nuevos Mutantes lucharon y derrotaron al Oso Demonio, interrumpiéndolo con la Espada del alma de Magik. Los padres de Danielle saltaron de su cuerpo, devolviéndolos a la normalidad.
El Oso Demonio reapareció para luchar contra Warpath, que se dirigía a visitar la tumba de su hermano. Warpath luchó contra el oso y habría sido asesinado si no fuera por la intervención de Ghost Rider, quien ofreció su ayuda contra el demonio. Descubrieron que en realidad es la forma corrupta de los espíritus animales de los apaches, que habían sido enloquecidos por Eli Bard, quien usó una daga llena de magia negra para hacerlo.
El Oso Demonio aparece más tarde en posesión de Bishop, antes de ser expulsado por Psylocke. Una vez que Bishop es liberado, Psylocke toma al ahora dócil oso como compañero.

## Poderes y habilidades
El Oso Demonio obtiene poder de las emociones humanas negativas. Es capaz de teletransportarse, inmensa fuerza, transformación y corrupción de las almas humanas.

## En otros medios
- El Oso Demonio es el principal antagonista de la película de 2020 The New Mutants (2020).[7]Esta versión fue manifestada por Danielle Moonstar después de que sus poderes mutantes se activaran por primera vez y posteriormente destruyeran la reserva en la que vivía. En el presente, Moonstar vuelve a convocar al Oso Demonio después de que Cecilia Reyes intenta matarla. Posteriormente, ella lucha contra el oso en su mente y lo disipa después de confrontar su pasado.